# Stylidium productum
Stylidium productum este o specie de plante dicotiledonate din genul Stylidium, familia Stylidiaceae, ordinul Asterales, descrisă de M.M. Hindmarsh și Amp; D.F. Blaxell. Conform Catalogue of Life specia Stylidium productum nu are subspecii cunoscute.